# El alquimista (Händel)
«El alquimista», (HWV 43), es una obra de Georg Friedrich Händel enmarcada en su música incidental. Fue estrenada en el Queen's Theatre de Londres el 14 de enero de 1710. El trabajo es un acuerdo entre un compositor anónimo con la música escrita por Handel. 
Todos menos uno de los movimientos fueron tomados de la ampliación de la obertura de Handel de la ópera italiana Rodrigo. 
La música incidental fue publicada unos meses después de la primera ejecución, sin embargo, es poco probable que Handel haya recibido ningún pago, ya sea para la realización o para la publicación de la música. Probablemente esta obra fue la primera de Handel que se realizó en Inglaterra. 
Una representación típica dura en torno a 15 minutos. 

## Movimientos
El trabajo tiene los siguientes movimientos:
- 1 Obertura
- 2 Preludio (de un compositor anónimo)
- 3 Minueto
- 4 Zarabanda
- 5 Bourrée
- 6 Aire
- 7 Minueto
- 8 Gavota
- 9 Giga